# Azuré de l'argolou
Tarucus balkanicus
Espèce
L’Azuré de l'argolou (Tarucus balkanicus) est une espèce d'insectes lépidoptères de la famille des Lycaenidae, de la sous-famille des Polyommatinae et du genre Tarucus.

## Dénominations
Tarucus balkanicus (Christian Friedrich Freyer, 1845)
Synonymes :Lycaena balkanica (Freyer, 1844).

### Noms vernaculaires
L’Azuré de l'argolou se nomme en anglais Little Tiger Blue ou Balkan Pierrot.

### Sous-espèces
- Tarucus balkanicus balkanicus
- Tarucus balkanicus alternatus (Moore, 1882)
- Tarucus balkanicus areshana (Bethune-Baker, 1918) dont la plante hôte est Paliurus spina-christi
- Tarucus balkanicus nigra (Bethune-Baker, 1918) le Black-Spotted Pierrot dans le centre de l'Inde

## Description
C'est un très petit papillon qui présente un dimorphisme sexuel, le dessus du mâle est violet orné de points noirs, celui de la femelle est ocre foncé taché de marron. Les deux présentent une frange blanche et des queues bien marquées.
Le revers est gris très pâle orné de taches noires confluentes formant des lignes. L'aile postérieure présente des taches submarginales bleu-gris argenté. Les queues sont bien visibles

### Espèces ressemblantes
L'Azuré du jujubier, l'Azuré parme et l'Azuré de l'argolou se ressemblent, bien que le dessus la femelle de l'Azuré de l'argolou ne présente pas de taches blanches et le mâle présente lui des points noirs sur ses ailes antérieures.

## Biologie

### Période de vol et hivernation
Il vole en plusieurs générations, d'avril à octobre.

### Plantes hôtes
Ses plantes hôtes sont nombreuses, des Ziziphus ( Ziziphus lotus, Zizyphus leucodermis, Ziziphus jujuba, Zizyphus nummularia), Paliurus spina-christi, Heliotropium.

## Écologie et distribution
Il est présent en Afrique (Soudan, Nigeria, Ouganda, Mauritanie), en Afrique du Nord, dans le sud des Balkans et en Asie Mineure ainsi que dans une partie du centre de l'Asie et en Inde,.

### Biotope
Son habitat est constitué de friches sèches.

### Protection
Pas de statut de protection particulier.